# O RLY?
"O RLY?", een afkorting van "Oh, really?" (Engels voor "O, echt waar?") is een populair internetfenomeen dat vaak afgebeeld wordt door middel van een image macro met plaatje van een sneeuwuil en de tekst O RLY?. Vaak wordt de uitdrukking in een sarcastische context gebruikt (bijvoorbeeld als reactie op iets dat overduidelijk is). Het gebruikelijke antwoord op "O RLY?" is "YA RLY!" ("Yeah, really.", Engels voor "ja, echt waar."), waar dan weer op wordt gereageerd met "NO WAI!" ("No way!", Engels voor "Nee joh!")

## Geschiedenis
De term "O RLY?" werd al gebruikt in augustus 2003 op de Something Awful Forums